# Kohlberg (Darmstadt)
Der Kohlberg ist ein 208 m ü. NHN hoher Berg im nordwestlichen Odenwald, östlich von Darmstadt.

## Beschreibung
Der Kohlberg liegt in der Waldgemarkung Darmstadt und ist stark bewaldet. Nördlich des Kohlbergs befindet sich das Oberfeld. Westlich des Kohlbergs befindet sich der Glasberg. Südlich des Kohlbergs befindet sich die Aschaffenburger Straße und die B 26 (Hanauer Straße) sowie die Museumseisenbahntrasse.

## Toponyme
1. undatiert: Der Kohlberg
2. heute: Kohlberg

## Etymologie
Die Belege zum Namensbestandteil Kohl- gehören zu althochdeutsch kolo, mittelhochdeutsch kol mit der Bedeutung „Kohle“ bzw. „Holzkohle.“
Der Name Kohlberg bezieht sich auf alte Kohlenmeiler; so genannte „Kohlplatten“.